# Ma'alot-Tarshiha
Ma'alot-Tarshiha (em hebraico:  מַעֲלוֹת-תַּרְשִׁיחָא; em árabe: معالوت ترشيحا) é uma cidade israelita do distrito Norte, situada a 20 quilómetros a leste de Nahariya. O município foi criado através da fusão de Tarshiha, uma cidade árabe, e de Ma'alot, uma cidade judaica, e obteve o estatuto de cidade em 1996. Em 2022, Sua população era de 22.521 pessoas.

## Geminações
Carmiel possui as seguintes cidades-gémeas:
- Perpinhã, Rossilhão, França
- Pratovecchio, Toscana, Itália
- Asti, Piemonte, Itália
- Birobidjan, Óblast Autónomo Judaico, Rússia